# Kazuki Sawada
Kazuki Sawada (japanisch 澤田 和樹 Sawada Kazuki; * 5. Juni 1982 in der Präfektur Aichi) ist ein ehemaliger japanischer Fußballspieler.

## Karriere
Sawada erlernte das Fußballspielen in der Jugendmannschaft von Nagoya Grampus Eight. Seinen ersten Vertrag unterschrieb er 2001 bei den Nagoya Grampus Eight. Der Verein spielte in der höchsten Liga des Landes, der J1 League. Im Juli 2001 wurde er an den Drittligisten Denso (heute: FC Kariya) ausgeliehen. 2002 kehrte er zu Nagoya Grampus Eight zurück. Im Juli 2002 wechselte er zum Zweitligisten Ventforet Kofu. 2003 wechselte er zum Ligakonkurrenten Mito HollyHock. 2004 wechselte er zum Drittligisten Denso. Ende 2006 beendete er seine Karriere als Fußballspieler.